# Aire urbaine d'Ancenis-Saint-Géréon
L'aire urbaine d'Ancenis-Saint-Géréon est une aire urbaine française constituée autour de la commune d'Ancenis-Saint-Géréon dans le département de Loire-Atlantique.

## Données générales
D'après la délimitation établie par l'INSEE, et à la suite de la fusion des communes d'Ancenis et Saint-Géréon, l'aire urbaine d'Ancenis-Saint-Géréon est composée d'une seule commune, situées dans la Loire-Atlantique.

## Composition
La composition de l'aire urbaine d'Ancenis-Saint-Géréon est la suivante :
| Nom                  | Code Insee | Statut           | Superficie (km2) | Population (dernière pop. légale) | Densité (hab./km2) |
| -------------------- | ---------- | ---------------- | ---------------- | --------------------------------- | ------------------ |
| Ancenis-Saint-Géréon | 44003      | commune nouvelle | 27,58            | 11 346 (2022)                     | 411                |

## Évolution démographique
| 1968  | 1975  | 1982  | 1990  | 1999  | 2010   | 2015   | 2016   |
| ----- | ----- | ----- | ----- | ----- | ------ | ------ | ------ |
| 7 287 | 8 897 | 9 403 | 9 258 | 9 497 | 10 243 | 10 403 | 10 595 |

## Caractéristiques selon zonage de 1999
Selon la délimitation de l'Insee, l'aire urbaine d'Ancenis était composée en 1999 de 7 communes, toutes situées en Loire-Atlantique. 
Deux de ces communes, Ancenis et Saint-Géréon, faisaient partie de son pôle urbain, l'unité urbaine (couramment : agglomération) d'Ancenis tandis que les cinq autres étaient des communes rurales. 
Les communes de l'aire urbaine d'Ancenis étaient les suivantes :
| Code Insee | Commune             | Type de commune              | Dép.             | Superficie (km²) | Population (2009) | Densité (hab./km²) |
| ---------- | ------------------- | ---------------------------- | ---------------- | ---------------- | ----------------- | ------------------ |
| 44003      | Ancenis             | Commune du pôle urbain       | Loire-Atlantique | +0020,07         | 7 543             | 376                |
| 44004      | Anetz               | Commune rurale monopolarisée | Loire-Atlantique | 14,83            | 1 872             | 126                |
| 44096      | Mésanger            | Commune rurale monopolarisée | Loire-Atlantique | +0049,75         | 4 288             | 86                 |
| 44134      | Pouillé-les-Côteaux | Commune rurale monopolarisée | Loire-Atlantique | +0011,72         | 834               | 71                 |
| 44160      | Saint-Géréon        | Commune du pôle urbain       | Loire-Atlantique | +0007,51         | 2 668             | 355                |
| 44163      | Saint-Herblon       | Commune rurale monopolarisée | Loire-Atlantique | +0036,9          | 2 363             | 64                 |
| 44222      | La Roche-Blanche    | Commune rurale monopolarisée | Loire-Atlantique | +0014,82         | 1 074             | 72                 |
|            | Total               |                              |                  | +0155,6          | 20 642            | 132,66             |